# Olavi Karu
Olavi Karu (Lempäälä, Finlandia; 15 de marzo de 1916-Espoo, Finlandia; 23 de junio de 1992) fue un guionista y compositor finlandés.

## Biografía
Su nombre completo era Olavi Erkki Karu, y nació en Lempäälä, Finlandia, siendo su padre el director y actor Erkki Karu. 
Economista de formación, se inició en el cine componiendo la banda sonora de la película Onnenpotku (1936), cinta en la cual su padre escribió el guion en colaboración con Ensio Rislakki. 
Tras Onnenpotkun, Olavi Karu siguió trabajando para la productora Suomen Filmiteollisuus. Trabajó también en la banda sonora de Kaikenlaisia vieraita (1936) y Asessorin naishuolet (1937). 
También compuso para la comedia romántica de Suomen Filmiteollisuus dirigida por Jorma Nortimo Perheen musta lammas (1941), así como para la cinta dirigida por Orvo Saarikivi y escrita por Nisse Hirn Poikamies-pappa (1941). Su última banda sonora fue la de la película de Toivo Särkkä Pieni luutatyttö (1958), en la cual escribió el guion en colaboración con Reino Helismaa. 
Olavi Karu escribió su primer guion para la película dirigida por Ossi Elstelä Miesmalli (1944), basado en una novela de Aino Pekkarinen. En los años 1960 trabajó en colaboración con el director Åke Lindman, rodando Kertokaa se hänelle… (1961) y Kun tuomi kukkii (1963), cintas interpretadas por Mauno Kuusisto, y coescritas por Lauri Jauhiainen. Karu trabajó de nuevo con Åke Lindman en Jengi (1963). 
Sin embargo, Jengi fue la última película de Karu. El colapso de la industria cinematográfica finlandesa a comienzos de los años 1960 dio al traste con las carreras de muchos cineastas, entre ellos Karu. 
Olavi Karu falleció en Espoo, Finlandia, en el año 1992.